# 罗曼斯维莱尔
罗曼斯维莱尔（法語：Romanswiller，发音：[ʁɔmansvilɛʁ]；德语：Romansweiler）是法国下莱茵省的一个市镇，属于莫尔塞姆区和萨韦尔讷县（Saverne）。该市镇总面积11.42平方公里，2009年时的人口为1371人。

## 人口
罗曼斯维莱尔人口变化图示